# 沃尔肯施泰因
沃尔肯施泰因（德語：Wolkenstein，發音：[ˈvɔlkn̩ˌʃtaɪn] ⓘ）是德国萨克森州厄尔士山县的城市，面积30.51平方千米，2023年12月31日人口为3,821人。